# Корбани, Кобе
Кобе Корбани (нидерл. Kobe Corbanie; род. 10 мая 2005) — бельгийский футболист, защитник клуба «Антверпен».

## Клубная карьера
Корбани — воспитанник клубов «Льерс» и «Антверпен». 15 января 2023 года в матче против «Юниона» он дебютировал в Жюпиле лиге в составе последнего.